# Підборний сільський округ
Підбо́рний сільський округ (каз. Подбор ауылдық округі, рос. Подборный сельский округ) — адміністративна одиниця у складі Бородуліхинського району Абайської області Казахстану. Адміністративний центр — село Комишенка.
Населення — 893 особи (2021; 1083 у 2009, 1390 у 1999, 1850 у 1989).
Станом на 1989 рік існувала Підборна сільська рада (села Комишенка, Михайловка, Романовка) з центром у селі Романовка. Село Кордон Лісхоз було ліквідоване 1998 року, село Жаксилик — 2019 року.

## Склад
До складу округу входять такі населені пункти:
| Населений пункт  | Старі назви | Населення, осіб (1989) | Населення, осіб (1999) | Населення, осіб (2009) | Населення, осіб (2021) |
| ---------------- | ----------- | ---------------------- | ---------------------- | ---------------------- | ---------------------- |
| Комишенка, село  | -           | 1384                   | 1091                   | 946                    | 843                    |
| Михайловка, село | -           | 306                    | 191                    | 93                     | 46                     |
| --Жаксилик, село | Романовка   | 160                    | 108                    | 44                     | 4                      |